# فوجینو ماکی گاری
فوجینو ماکی گاری (به ژاپنی: 富士の巻狩り Fuji no Makigari)، یک ماکی گاری یا رویداد بزرگ شکار بود که توسط شوگون میناموتو نو یوریتومو از ژوئن تا ژوئیه ۱۱۹۳ ترتیب داده شد و در فوجینو، شیزوئوکا در اطراف دامنه کوه فوجی برگزار شد. ۷۰۰۰۰۰ نفر در این رویداد، از جمله تعداد زیادی از گوکه‌نین (ملازم (قرون وسطی)) شوگون شرکت کردند.
فوجینو ماکیگاری از ۸ ژوئن تا ۷ ژوئیه ۱۱۹۳ به مدت حدود یک ماه برگزار شد. آزوما کاگامی مقیاس این رویداد را توصیف می‌کند.